# Peptide-aspartato beta-diossigenasi
La peptide-aspartato beta-diossigenasi è un enzima appartenente alla classe delle ossidoreduttasi, che catalizza la seguente reazione:
peptide-L-aspartato + 2-ossoglutarato + O2 ⇄ peptide-3-idrossi-L-aspartato + succinato + CO2
L'enzima richiede Fe2+. Alcuni fattori di coagulazione dipendenti da vitamina K, così come alcuni peptidi sintetici basati sulla struttura del primo dominio Epidermal Growth Factor dei fattori di coagulazione umani IX ed X, possono agire come accettori.